# Yaluwak primus
Yaluwak primus — вид сомоподібних риб родини лорікарієвих (Loricariidae). Описаний у 2020 році.

## Назва
Словом «Yaluwak» індіанці патамона позначають сомиків з родини лорікарієвих. Видова назва Y. primus з латинською означає «перший». Крім того назва виду вшановує Прімуса Петерса, провідника з індіанців патамона, який допомагав у 2016 році команді науковців добратися до верхів'я річки Іренг.

## Поширення
Ендемік Гаяни. Виявлений у потічку Суквабі, східній притоці річки Іренг.

## Опис
Риба завдовжки до 12,3 см. Тіло строкате, світло-коричневе на темно-коричневій основі. Черево світло-сіре. Грудний плавець з плямами.